# Liga Nacional de Básquet
La Liga Nacional de Básquetbol (abbreviata LNB, e letteralmente in inglese National Basketball League, ovvero Lega Nazionale di Pallacanestro), comunemente conosciuta anche come La Liga de Básquet ("La Lega di Pallacanestro"), è il massimo livello del sistema dei campionati di pallacanestro maschile in Argentina. La lega è organizzata sotto l’egida dell’Asociación de Clubes de Básquetbol, ma partecipa alla sua organizzazione anche la Confederazione Argentina di pallacanestro.
Il campionato attuale ha preso il posto del Campeonato Argentino de Clubes, ora defunto, che era organizzato dalla Confederazione Argentina di pallacanestro.
La creazione della LNB si deve agli sforzi dell’allenatore di pallacanestro León Najnudel e del giornalista sportivo Osvaldo Orcasitas, negli primi anni ’80, con l’obiettivo di rendere più competitivo il basket maschile argentino a livello di club, unificando le numerose leghe locali allora esistenti.
Il formato del campionato si ispira a quello della NBA, con una stagione regolare, un All-Star Game e i playoff. Tuttavia, a differenza della NBA, la LNB prevede un sistema di promozione e retrocessione con la La Liga Argentina (LLA), il livello immediatamente inferiore nella gerarchia del campionato argentino.
Questa lega è stata la base del titolo olimpico conquistato dalla nazionale argentina, in essa si sono formati giocatori come Emanuel Ginóbili, Fabricio Oberto, Andrés Nocioni e Wálter Herrmann.

## Storia
Prima della creazione della Liga Nacional de Básquet, si disputava il Campeonato Argentino de Clubes, al quale partecipavano rappresentanti di tutte le province. Aveva un formato a gironi zonali e poi una fase a play-off.
Per il Campeonato Argentino del 1984, in cui erano qualificati sessantaquattro club, si decise, tenendo conto degli ultimi dieci campionati disputati fino a quella data, di selezionare dieci squadre da ritirare preventivamente. Queste sarebbero state prequalificate per la futura Primera Nacional "A". Le dieci squadre pre-qualificate vennero distribuite così: quattro posti alla federazione della Capitale Federale e due ciascuno per le province di Buenos Aires, Córdoba e Santa Fe.
In quello stesso campionato, che dopo la rimozione dei dieci club rimase con 54 partecipanti, si sarebbero determinati i sei ulteriori partecipanti alla futura Primera Nacional "A", mentre i 48 restanti avrebbero formato la Primera Nacional "B".
Contemporaneamente, con le dieci squadre pre-qualificate si disputò il Torneo de Transición, un torneo che assegnava sei posti per la Primera Nacional "A". Le prime sei classificate ottenevano un posto nella massima categoria, mentre le restanti avrebbero dovuto convalidare la propria qualificazione nella "B".

### Prime edizioni
La prima stagione si disputò seguendo un calendario con inizio e fine nello stesso anno. Vi presero parte sedici squadre, anche se solo quindici portarono a termine il campionato, poiché l’Independiente de Tucumán si ritirò dalla competizione a causa di problemi economici.

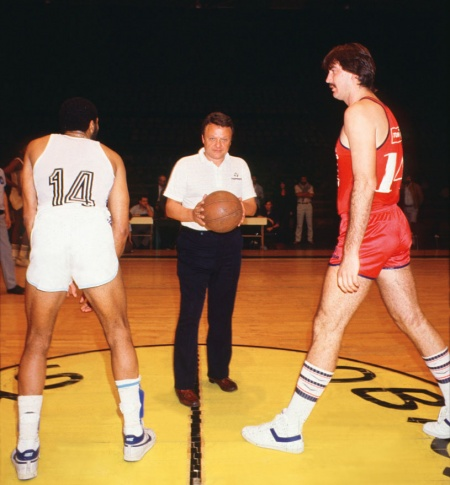
León Najnudel con la palla nella prima partita di sempre della LNB: Argentino de Firmat contro San Lorenzo de Almagro (in divisa rossa), 26 aprile 1985.

La prima partita ufficiale si giocò il 26 aprile del 1985. La partita che vide confrontarsi il San Lorenzo de Almagro e l'Argentino (Firmat) si disputò nel palazzo del club Obras Sanitarias della capitale federale. Incaricato di alzare la prima palla a due fu l'allenatore León Najnudel.
Il Ferro Carril Oeste conquistò il primo titolo della Liga Nacional de Básquet battendo l’Atenas Córdoba nell’unica finale al meglio di tre partite della storia del torneo. La serie cominciò a Córdoba, dove il Griego vinse di un punto (73 a 72). Sette giorni dopo, a Buenos Aires, il Ferro si aggiudicò la seconda gara, forzando così un terzo e decisivo incontro, che si disputò nuovamente a Caballito. Il 22 dicembre, il Ferro vinse di nuovo e si laureò primo campione della storia della LNB.

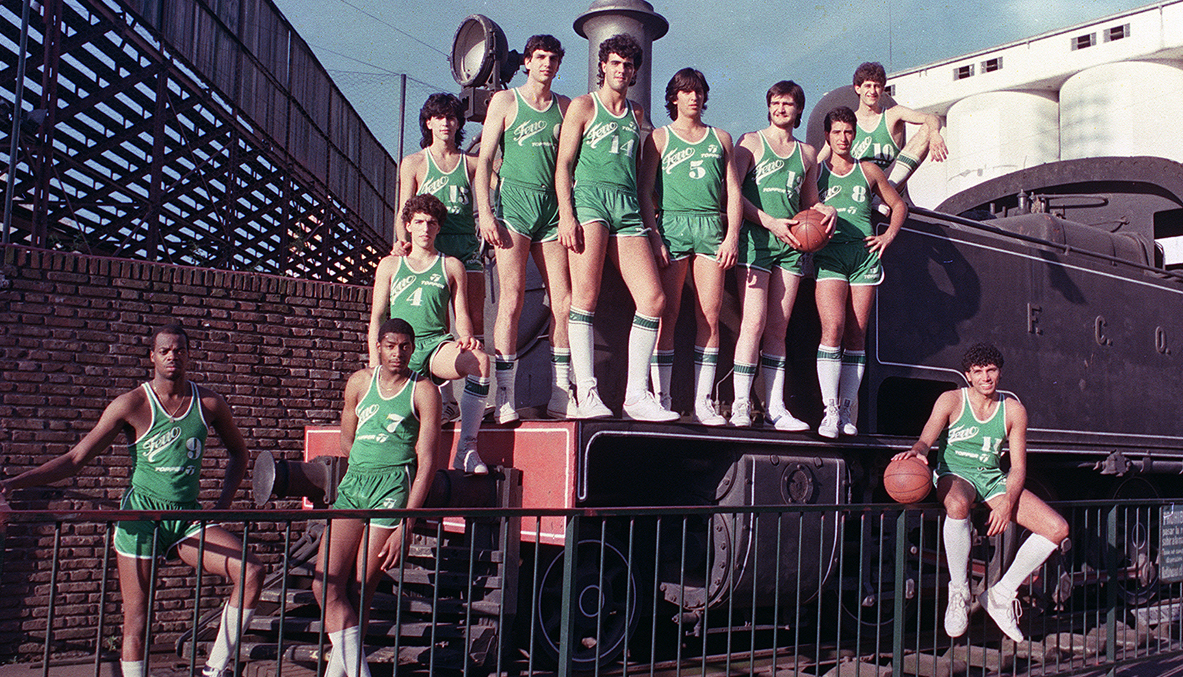
Il Ferro Carril Oeste, primi campioni della LNB nel 1985.

Nel 1986, il Ferro Carril Oeste e l'Ol. Bahía Blanca disputarono la finale del campionato. Fu la prima finale giocata al meglio di cinque partite, e la squadra campione in carica riuscì a confermarsi, vincendo la serie per 3 a 1.
Nel 1987, Ferro Carril Oeste e Atenas Córdoba si affrontarono nuovamente in finale, ma questa volta fu il club cordobese a imporsi, conquistando il suo primo titolo nazionale. Si trattò anche della prima vittoria dell'Atenas Córdoba sul proprio storico rivale in trasferta.
L’anno seguente, l'Atenas Córdoba mantenne il titolo sconfiggendo il River Plate in finale, mentre nel 1989 fu di nuovo il turno del Ferro Carril Oeste, che superò nuovamente l’Atenas Córdoba per vincere il titolo. Quello fu anche l’unico campionato vinto da León Najnudel nella sua illustre carriera da allenatore: un riconoscimento più che meritato per colui che più di tutti aveva lavorato per lo sviluppo del basket argentino.
Nel 1990, l’Atenas Córdoba travolse lo S.C. Cañadense nella finale (3-0). Fu un evento significativo: i cordobesi furono i primi a conquistare il titolo senza avere il vantaggio del campo. Quella fu anche l’ultima stagione della LNB disputata interamente all’interno dello stesso anno solare.

### Stagioni dalla primavera all’autunno
Nel 1990 si disputò l’ultima stagione con formato “annuale”, poiché dal campionato successivo vennero introdotte le stagioni su due anni, con inizio in primavera e conclusione in autunno dell’anno seguente. Inoltre, da quel momento le finali si sarebbero giocate al meglio di sette partite.

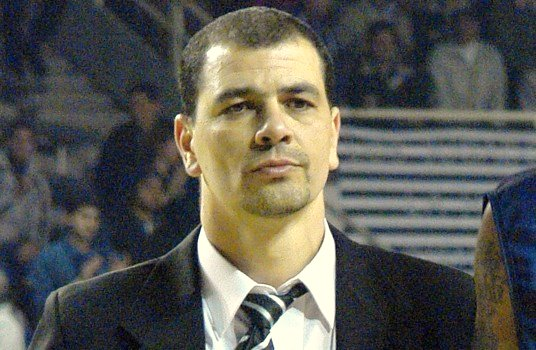
Sergio Hernández, l'allenatore più vincente della Liga Nacional, con 6 titoli vinti.

Nella stagione 1990-91, sotto la guida tecnica di Daniel Rodríguez, il GEPU San Luis conquistò il titolo della Liga Nacional, dopo aver ottenuto la promozione l’anno precedente. In finale affrontò l’Est. Bahía Blanca e vinse la serie per 4-2, diventando l’unica squadra nella storia della LNB a vincere una finale gara 6 in trasferta.
Nella stagione 1991-92, il GEPU San Luis raggiunse nuovamente la finale, questa volta contro l’Atenas Córdoba. I cordobesi si imposero con un netto 4-1 nella serie. Tuttavia, nella stagione 1992-93, il GEPU San Luis si prese la rivincita, affrontando ancora l' Atenas Córdoba in finale e vincendo la serie per 4-2, con un nuovo trionfo in trasferta in gara 6, conquistando così il secondo titolo della sua storia.
Nella stagione 1995-96 si disputò la prima finale che arrivò a gara 7. La serie cominciò il primo giugno e si concluse il 15 giugno. L’Ol. Venado Tuerto vinse tutte le partite giocate in casa, mentre l’Atenas Córdoba pareggiò la serie vincendo le gare giocate a Córdoba. Si arrivò quindi alla decisiva gara 7 a Venado Tuerto, dove Olimpia si impose 105 a 100, conquistando così il primo titolo della sua storia. L' Atenas si sarebbe rifatta due stagioni più tardi.

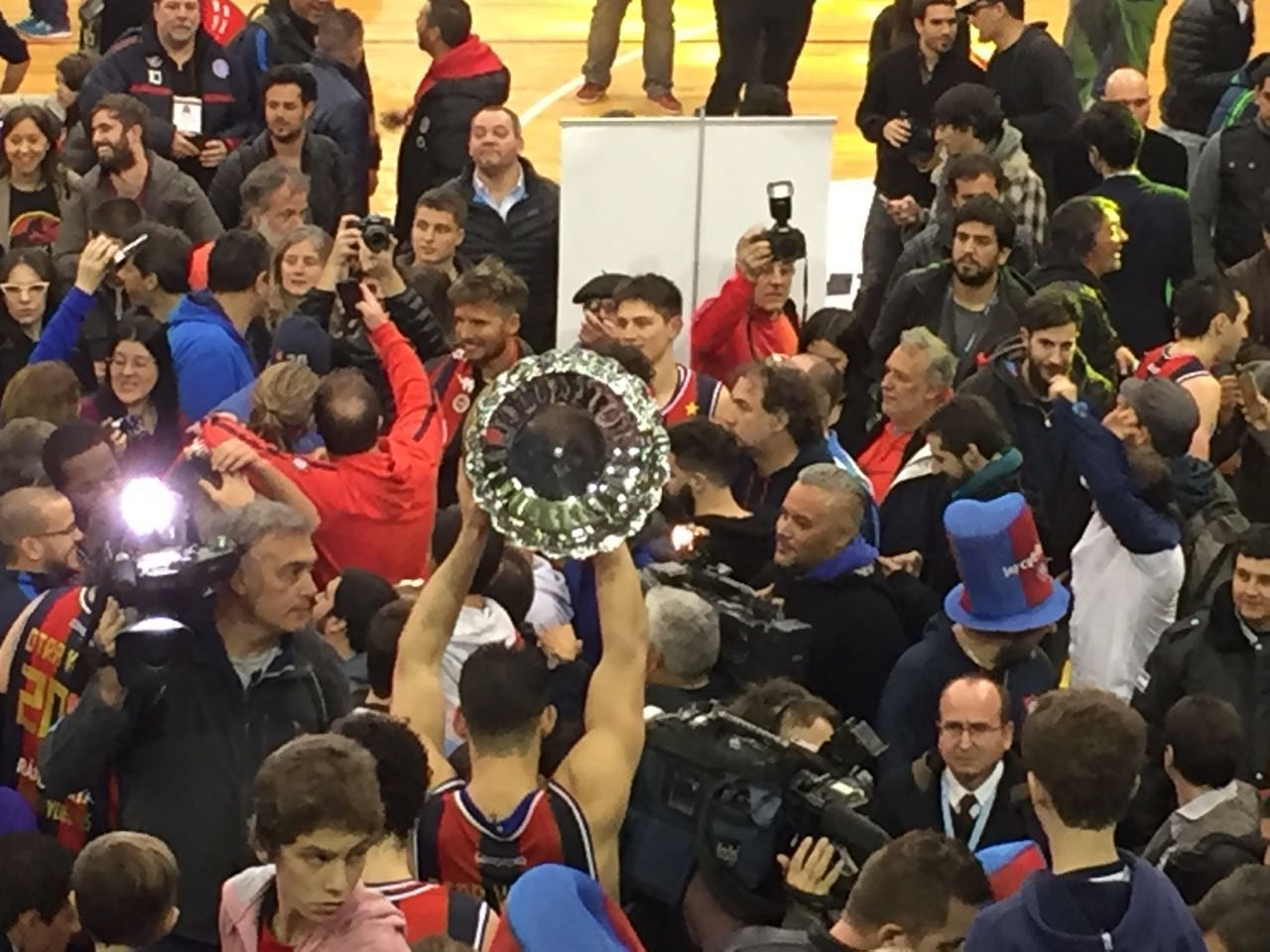
il mentre celebra La Liga 2015-16.

Con il nuovo millennio emerse l’Estud. Olavarría, guidato da Sergio Santos Hernández, che vinse due campionati consecutivi e raggiunse una terza finale, dove fu detronizzato dall’Atenas Córdoba. Due anni più tardi, fu il turno del Boca Juniors che conquistò il suo secondo titolo, dopo il il primo conquistato nel 1997, sconfiggendo Gimnasia La Plata, ancora con Hernández in panchina.
Nel campionato 2009-10 iniziò il dominio del Peñarol M. d. Plata, che vinse tre titoli consecutivi, segnando una vera e propria dinastia nella LNB. Nella stagione 2012-13, il titolo andò al Regatas Corrientes, che l’anno seguente avrebbe perso la finale proprio contro il Peñarol, il quale raggiunse così il suo quinto titolo di Liga.
In seguito, arrivò il primo storico trionfo del Quimsa. Dopodiché, il San Lorenzo diede inizio a un’epoca di dominio assoluto, vincendo cinque titoli consecutivi e imponendosi come la nuova potenza del basket argentino.

### I cambiamenti tra 2013 e 2015
A poche settimane dalla conclusione della Liga Nacional de Básquet 2012-13, che vide il Regatas Corrientes laurearsi campione, i dirigenti della Lega decisero di modificare il formato del campionato. Per le due stagioni successive non ci sarebbero state retrocessioni, ma sì promozioni dal Torneo Nacional de Ascenso, aumentando così il numero di squadre nella massima divisione. Questo cambiamento fu motivato dalle gravi difficoltà economiche che affliggevano molti club: non essendo costretti a costruire squadre competitive per evitare la retrocessione, si sarebbero risparmiate spese significative per due anni. Allo stesso tempo, vennero modificate le composizioni delle rose, che sarebbero state formate da otto giocatori senior (minimo sette), due stranieri e due Under 23.

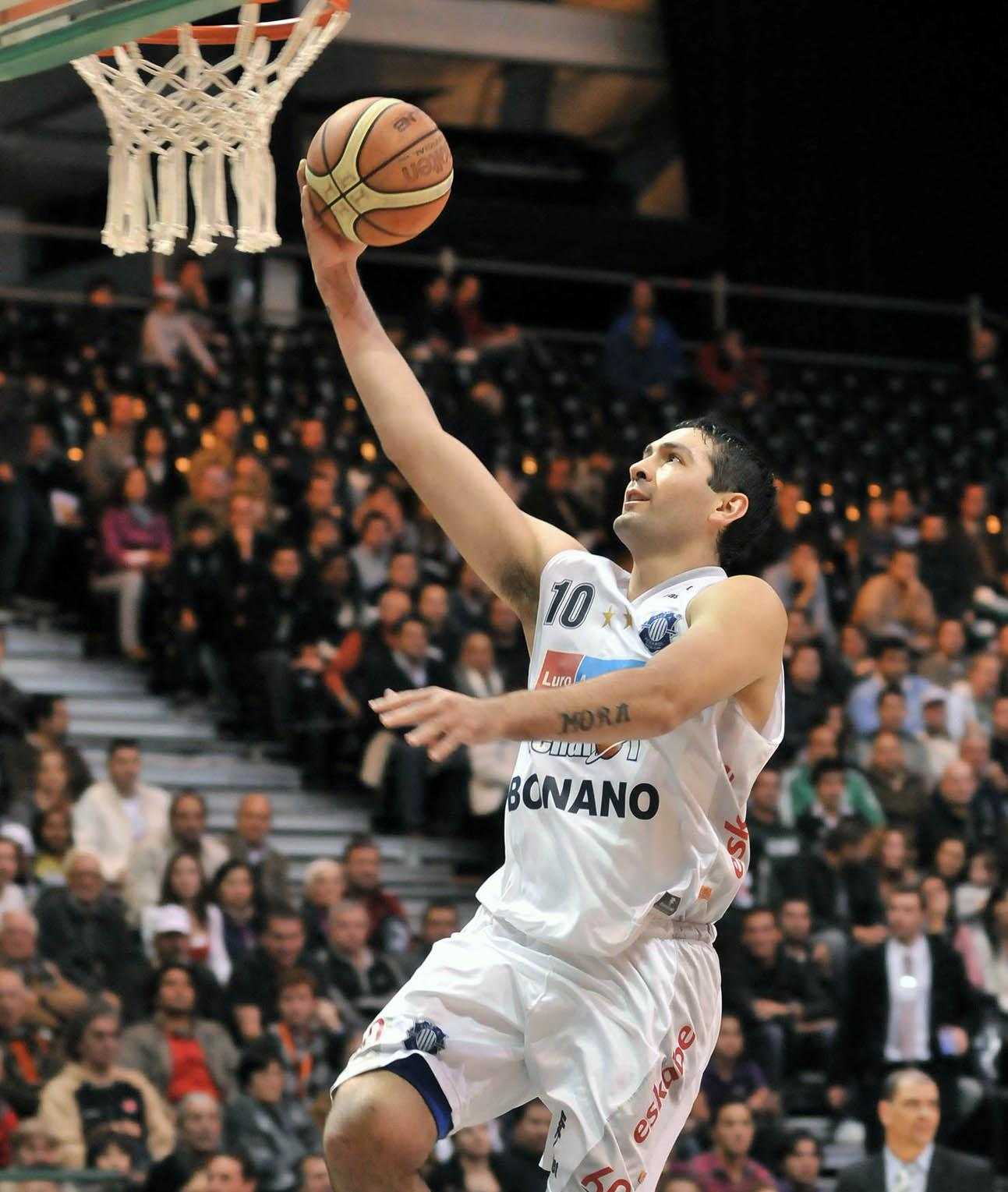
Leonardo Gutiérrez ha vinto 10 titoli con 5 squadre diverse: Olimpia, Atenas, Ben Hur, Boca Juniors y Peñarol.

L’aumento del numero di squadre rese necessaria una modifica del formato anche per la stagione 2014/15. Il cambiamento principale fu l’aggiunta di una squadra per zona, passando da otto a nove. Il nuovo sistema di competizione fu sviluppato dalla Universidad de Buenos Aires, che, in collaborazione con l’Asociación de Clubes, elaborò un modello matematico per la compilazione del calendario. Questo metodo viene impiegato anche in altri sport professionistici.
Nel dicembre 2014 si ufficializzò una notizia già emersa all’inizio della stagione 2014/15: venne creata la Liga de Desarrollo. Il torneo è simile alla Liga Nacional, si gioca con lo stesso calendario della seconda fase e serve a far disputare più partite ai giovani giocatori. Come affermò il presidente dell'Asociación de Clubes, Fabián Borro, «L’idea della Liga de Desarrollo è quella di incentivare la crescita dei giovani talenti, in particolare di quei ragazzi che non trovano molto spazio nella Liga Nacional.»

### Nuovo cambiamento nel formato: nasce il Súper 20

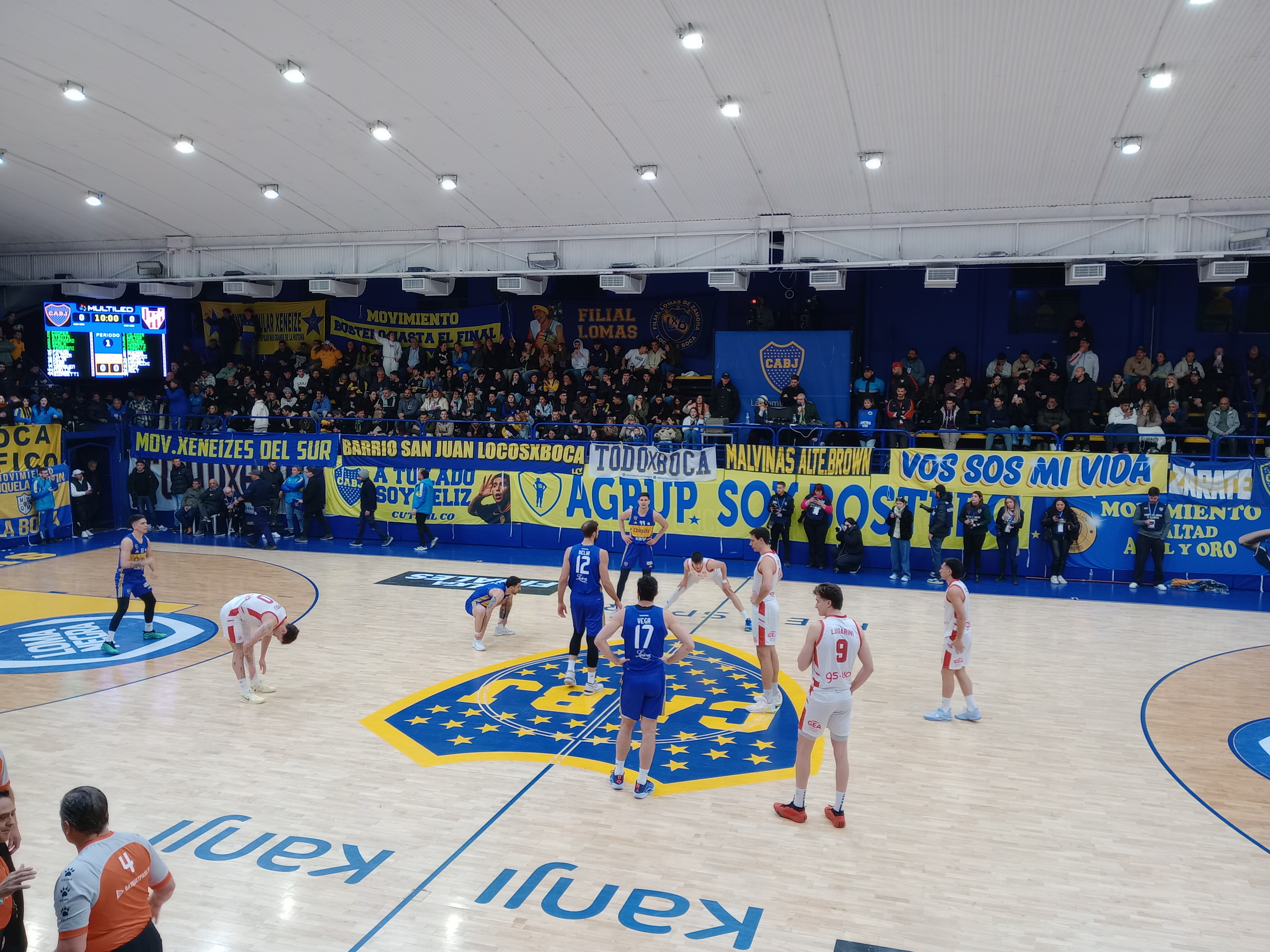
Palla a due di gara sette delle finali 2024-25, Boca vs Instituto.

Nel 2017, in seguito al nuovo calendario internazionale imposto dalla FIBA, che prevede tre finestre annuali dedicate alle squadre nazionali, l’AdC decise di modificare nuovamente il formato della Liga. La stagione fu divisa in due parti: prima si disputa il nuovo torneo chiamato Torneo Súper 20, poi si gioca la Liga Nacional. Il Súper 20 si svolge all’inizio della stagione, fino alla prima finestra FIBA (novembre), mentre la Liga prosegue dopo quella finestra, si interrompe durante la seconda (febbraio) e si conclude prima della terza (giugno).
Con questo nuovo assetto, il numero di partite della Liga nella fase regolare si ridusse a 380 complessive (38 per squadra). Considerando l’intera stagione, ogni squadra gioca almeno 48 partite, contro le 56 previste in precedenza, quando la lega era stata ampliata a 20 squadre. Il massimo di partite giocabili da una squadra è sceso da 78 a 60 per la Liga, e a 79 complessive includendo anche il Súper 20.

## Formato
Seguendo un sistema simile a quello delle leghe europee di pallacanestro, la Liga Nacional adotta il meccanismo di promozione e retrocessione. Il campionato è disputato da 20 squadre e si articola in due fasi principali.
La prima fase consiste in un girone all’italiana di andata e ritorno, con una classifica determinata da un sistema a punti. Al termine di questa fase:
- le squadre classificate dal 1º al 16º posto accedono ai playoff.
- le ultime due classificate disputano una serie per evitare la retrocessione.

La fase dei playoff è suddivisa in quattro turni a eliminazione diretta, nei quali le squadre vincenti avanzano al turno successivo, mentre le perdenti escono dal torneo. Le fasi successive sono: quarti di finale, semifinali e finale.
I quarti di finale e le semifinali si giocano con il formato 2-2-1, ovvero al meglio delle cinque partite. Le finali si disputano con il formato 2-2-1-1-1, ovvero al meglio delle sette partite.

## Squadre attuali
Di seguito l'elenco delle 20 squadre che prendono parte alla stagione 2024-2025.
| Squadra                | Città                 | Provincia                        | Stagione | Arena                          | Capacità | Fond. |
| ---------------------- | --------------------- | -------------------------------- | -------- | ------------------------------ | -------- | ----- |
| Argentino de Junín     | Junín                 | Buenos Aires                     | 17       | El Fortín de las Morochas      | 1 465    | 1935  |
| Atenas Córdoba         | Córdoba               | Córdoba                          | 1        | Polideportivo Carlos Cerutti   | 3 500    | 1938  |
| Boca Juniors           | Città di Buenos Aires | Città di Buenos Aires            | 36       | Luis Conde                     | 2 000    | 1905  |
| Ciclista Olímpico      | La Banda              | Santiago del Estero              | 20       | Vicente Rosales                | 3 964    | 1921  |
| Ferro Carril Oeste     | Città di Buenos Aires | Città di Buenos Aires            | 30       | Estadio Héctor Etchart         | 4 500    | 1904  |
| G. de Comodoro         | Comodoro Rivadavia    | Chubut                           | 36       | Socios Fundadores              | 2 276    | 1919  |
| Independiente de Oliva | Oliva                 | Provincia di Córdoba             | 3        | El Gigante                     | 1 800    | 1921  |
| IACC Córdoba           | Córdoba               | Provincia di Córdoba (Argentina) | 12       | Angel Sandrin                  | 2 000    | 1918  |
| Oberá Tenis Club       | Oberá                 | Misiones                         | 5        | Estadio Dr. Luis Augusto Derna | 2 000    | 1940  |
| Obras Sanitarias       | Città di Buenos Aires | Città di Buenos Aires            | 28       | Estadio Obras                  | 3,000    | 1917  |
| Peñarol M. d. Plata    | Mar del Plata         | Provincia di Buenos Aires        | 38       | Islas Malvinas                 | 8,000    | 1922  |
| Atlético Platense      | Florida               | Provincia di Buenos Aires        | 6        | Estadio Obras Sanitarias       | 3 000    | 1905  |
| Quimsa                 | Santiago del Estero   | Santiago del Estero              | 19       | Estadio Ciudad                 | 5 200    | 1989  |
| Regatas Corrientes     | Corrientes            | Corrientes                       | 21       | José Jorge Contte              | 4 000    | 1923  |
| Riachuelo La Rioja     | La Rioja              | La Rioja                         | 4        | Superdomo                      | 13 000   | 1944  |
| San Lorenzo            | Città di Buenos Aires | Città di Buenos Aires            | 11       | Polideportivo Roberto Pando    | 2 700    | 1908  |
| San Martín de Corr.    | Corrientes            | Corrientes                       | 12       | Estadio Raúl A. Ortiz          | 2 500    | 1932  |
| Unión de Formosa       | Formosa               | Formosa                          | 17       | Cincuentenario                 | 4 500    | 2004  |
| Unión                  | Santa Fe              | Santa Fe                         | 7        | Estadio Ángel Malvicino        | 5 000    | 1907  |
| Zárate Basket          | Zárate                | Provincia di Buenos Aires        | 2        | D.A.M. Stadium                 | 4 000    | 2017  |

## Albo d'oro
| Edizione | Stagione | Campione                                              | Finalista                                             | Risultato                                             | Allenatore vincente                                   |
| -------- | -------- | ----------------------------------------------------- | ----------------------------------------------------- | ----------------------------------------------------- | ----------------------------------------------------- |
| 1        | 1985     | Ferro Carril Oeste                                    | Atenas Córdoba                                        | 2–1                                                   | Luis Martínez                                         |
| 2        | 1986     | Ferro Carril Oeste                                    | Ol. Bahía Blanca                                      | 3–1                                                   | Luis Martínez                                         |
| 3        | 1987     | Atenas Córdoba                                        | Ferro Carril Oeste                                    | 3–1                                                   | Walter Garrone                                        |
| 4        | 1988     | Atenas Córdoba                                        | River Plate                                           | 3–0                                                   | Walter Garrone                                        |
| 5        | 1989     | Ferro Carril Oeste                                    | Atenas Córdoba                                        | 3–2                                                   | León Najnudel                                         |
| 6        | 1990     | Atenas Córdoba                                        | S.C. Cañadense                                        | 3–0                                                   | Walter Garrone                                        |
| 7        | 1990–91  | GEPU San Luis                                         | Est. Bahía Blanca                                     | 4–2                                                   | Daniel Rodríguez                                      |
| 8        | 1991–92  | Atenas Córdoba                                        | GEPU San Luis                                         | 4–1                                                   | Rubén Magnano                                         |
| 9        | 1992–93  | GEPU San Luis                                         | Atenas Córdoba                                        | 4–2                                                   | Orlando Ferratto                                      |
| 10       | 1993–94  | Peñarol M. d. Plata                                   | Independiente                                         | 4–1                                                   | Néstor García                                         |
| 11       | 1994–95  | Independiente                                         | Ol. Venado Tuerto                                     | 4–1                                                   | Mario Guzmán                                          |
| 12       | 1995–96  | Ol. Venado Tuerto                                     | Atenas Córdoba                                        | 4–3                                                   | Horacio Seguí                                         |
| 13       | 1996–97  | Boca Juniors                                          | Independiente                                         | 4–1                                                   | Julio Lamas                                           |
| 14       | 1997–98  | Atenas Córdoba                                        | Boca Juniors                                          | 4–0                                                   | Rubén Magnano                                         |
| 15       | 1998–99  | Atenas Córdoba                                        | Independiente                                         | 4–3                                                   | Rubén Magnano                                         |
| 16       | 1999–00  | Estud. Olavarría                                      | Atenas Córdoba                                        | 4–3                                                   | Sergio Hernández                                      |
| 17       | 2000–01  | Estud. Olavarría                                      | Libertad Sunchales                                    | 4–1                                                   | Sergio Hernández                                      |
| 18       | 2001–02  | Atenas Córdoba                                        | Estud. Olavarría                                      | 4–1                                                   | Horacio Seguí                                         |
| 19       | 2002–03  | Atenas Córdoba                                        | Boca Juniors                                          | 4–2                                                   | Oscar Sánchez                                         |
| 20       | 2003–04  | Boca Juniors                                          | Gimnasia La Plata                                     | 4–2                                                   | Sergio Hernández                                      |
| 21       | 2004–05  | Ben Hur Rafaela                                       | Boca Juniors                                          | 4–1                                                   | Julio Lamas                                           |
| 22       | 2005–06  | G. de Comodoro                                        | Libertad Sunchales                                    | 4–2                                                   | Fernando Duró                                         |
| 23       | 2006–07  | Boca Juniors                                          | Peñarol M. d. Plata                                   | 4–2                                                   | Gabriel Piccato                                       |
| 24       | 2007–08  | Libertad Sunchales                                    | Quimsa                                                | 4–0                                                   | Julio Lamas                                           |
| 25       | 2008–09  | Atenas Córdoba                                        | Peñarol M. d. Plata                                   | 4–2                                                   | Rubén Magnano                                         |
| 26       | 2009–10  | Peñarol M. d. Plata                                   | Atenas Córdoba                                        | 4–1                                                   | Sergio Hernández                                      |
| 27       | 2010–11  | Peñarol M. d. Plata                                   | Atenas Córdoba                                        | 4–1                                                   | Sergio Hernández                                      |
| 28       | 2011–12  | Peñarol M. d. Plata                                   | Obras Sanitarias                                      | 4–2                                                   | Sergio Hernández                                      |
| 29       | 2012–13  | Regatas Corrientes                                    | Club Atlético Lanús                                   | 4–0                                                   | Nicolás Casalánguida                                  |
| 30       | 2013–14  | Peñarol M. d. Plata                                   | Regatas Corrientes                                    | 4–2                                                   | Fernando Rivero                                       |
| 31       | 2014–15  | Quimsa                                                | G. de Comodoro                                        | 4–2                                                   | Silvio Santander                                      |
| 32       | 2015–16  | San Lorenzo                                           | Unión de Formosa                                      | 4–0                                                   | Julio Lamas                                           |
| 33       | 2016–17  | San Lorenzo                                           | Regatas Corrientes                                    | 4–1                                                   | Julio Lamas                                           |
| 34       | 2017–18  | San Lorenzo                                           | San Martín de Corr.                                   | 4–2                                                   | Gonzalo García                                        |
| 35       | 2018–19  | San Lorenzo                                           | IACC Córdoba                                          | 4–3                                                   | Gonzalo García                                        |
| 36       | 2019–20  | stagione annullata a causa della Pandemia da COVID-19 | stagione annullata a causa della Pandemia da COVID-19 | stagione annullata a causa della Pandemia da COVID-19 | stagione annullata a causa della Pandemia da COVID-19 |
| 37       | 2020–21  | San Lorenzo                                           | Quimsa                                                | 3–2                                                   | Silvio Santander                                      |
| 38       | 2021–22  | IACC Córdoba                                          | Quimsa                                                | 3–2                                                   | Lucas Victoriano                                      |
| 39       | 2022–23  | Quimsa                                                | Boca Juniors                                          | 4–1                                                   | Leandro Ramella                                       |
| 40       | 2023–24  | Boca Juniors                                          | IACC Córdoba                                          | 4–2                                                   | Gonzalo Pérez                                         |
| 41       | 2024–25  | Boca Juniors                                          | IACC Córdoba                                          | 4–3                                                   | Gonzalo Pérez                                         |

Fonte: Sito LNB.

## Vittorie per club

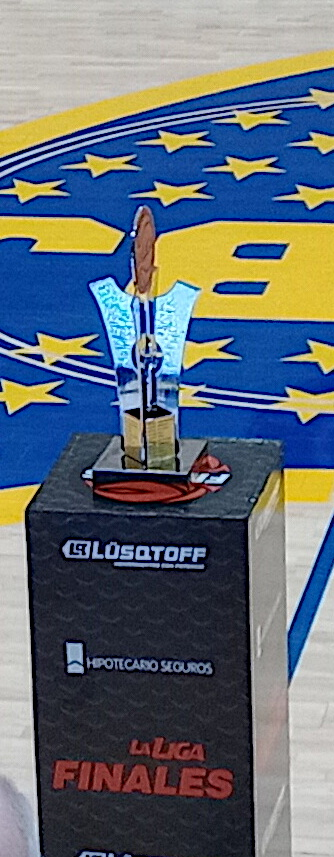
Il trofeo della LNB vinto dal Boca Juniors nel 2025.

| Club                | Titolo | Città               | Anno                                                 |
| ------------------- | ------ | ------------------- | ---------------------------------------------------- |
| Atenas Córdoba      | 9      | Córdoba             | 1987, 1988, 1990, 1992, 1998, 1999, 2002, 2003, 2009 |
| Peñarol M. d. Plata | 5      | Mar del Plata       | 1994, 2010, 2011, 2012, 2014                         |
| San Lorenzo         | 5      | Buenos Aires        | 2016, 2017, 2018, 2019, 2021                         |
| Boca Juniors        | 5      | Buenos Aires        | 1997, 2004, 2007, 2024, 2025                         |
| Ferro Carril Oeste  | 3      | Buenos Aires        | 1985, 1986, 1989                                     |
| GEPU San Luis       | 2      | San Luis            | 1991, 1993                                           |
| Estud. Olavarría    | 2      | Olavarría           | 2000, 2001                                           |
| Quimsa              | 2      | Santiago del Estero | 2015, 2023                                           |
| Independiente       | 1      | General Pico        | 1991                                                 |
| Ol. Venado Tuerto   | 1      | Venado Tuerto       | 1996                                                 |
| Ben Hur Rafaela     | 1      | Rafaela             | 2005                                                 |
| G. de Comodoro      | 1      | Comodoro Rivadavia  | 2006                                                 |
| Libertad Sunchales  | 1      | Sunchales           | 2008                                                 |
| Regatas Corrientes  | 1      | Corrientes          | 2013                                                 |
| IACC Córdoba        | 1      | Cordoba             | 2022                                                 |

## Allenatori campioni
| Allenatore           | Titoli | Edizioni vinte                                       |
| -------------------- | ------ | ---------------------------------------------------- |
| Sergio Hernández     | 6      | 1999-00, 2000-01, 2003-04, 2009-10, 2010-11, 2011-12 |
| Julio Lamas          | 5      | 1996-97, 2004-05, 2007-08, 2015-16, 2016-17          |
| Rubén Magnano        | 4      | 1991-92, 1997-98, 1998-99, 2008-09                   |
| Walter Garrone       | 3      | 1987, 1988, 1990                                     |
| Luis Martínez        | 2      | 1985, 1986                                           |
| Horacio Seguí        | 2      | 1995-96, 2001-02                                     |
| Gonzalo García       | 2      | 2017-18, 2018-19                                     |
| Silvio Santander     | 2      | 2014-15, 2020-21                                     |
| Gonzalo Pérez        | 2      | 2023–24, 2024-25                                     |
| León Najnudel        | 1      | 1989                                                 |
| Daniel Rodríguez     | 1      | 1990–91                                              |
| Orlando Ferrato      | 1      | 1992-93                                              |
| Néstor García        | 1      | 1993–94                                              |
| Mario Guzmán         | 1      | 1994–95                                              |
| Oscar Sánchez        | 1      | 2002-03                                              |
| Fernando Duró        | 1      | 2005-06                                              |
| Gabriel Piccato      | 1      | 2006-07                                              |
| Eduardo Cadillac     | 1      | 2006–07                                              |
| Nicolás Casalánguida | 1      | 2012–13                                              |
| Fernando Rivero      | 1      | 2013–14                                              |
| Lucas Victoriano     | 1      | 2021–22                                              |
| Leandro Ramella      | 1      | 2022–23                                              |
| Carlos Duro          | 1      | 2023-24                                              |

## Giocatori pluricampioni
Nella lista sono riportati solo i giocatori che hanno vinto 4 o più titoli.
| Giocatore          | Titoli | Edizioni vinte                                                                           |
| ------------------ | ------ | ---------------------------------------------------------------------------------------- |
| Leonardo Gutiérrez | 10     | 1995-96, 1998-99, 2001-02, 2004-05, 2006-07, 2008-09, 2009-10, 2010-11, 2011-12, 2013-14 |
| Marcos Mata        | 8      | 2009-10, 2010-11, 2011-12, 2015-16, 2016-17, 2017-18, 2018-19, 2023-24                   |
| Marcelo Milanesio  | 7      | 1987, 1988, 1990, 1991-92, 1997-98, 1998-99, 2001-02                                     |
| Héctor Campana     | 7      | 1987, 1988, 1990-91, 1991-92, 1997-98, 1998-99, 2002-03                                  |
| Diego Osella       | 6      | 1988, 1990, 1991-92, 1997-98, 1998-99, 2008-09                                           |
| Martín Leiva       | 6      | 2003-04, 2006-07, 2009-10, 2010-11, 2011-12, 2013-14                                     |
| Nicolás Aguirre    | 6      | 2014-15, 2015-16, 2016-17, 2017-18, 2018-19, 2020-21                                     |
| Diego Maggi        | 5      | 1985, 1986, 1989, 1990-91, 1993-94                                                       |
| Gustavo Fernández  | 5      | 1990-91, 1992-93, 1996-97, 1999-00, 2000-01                                              |
| Bruno Lábaque      | 5      | 1997-98, 1998-99, 2001-02, 2002-03, 2008-09                                              |
| José Vildoza       | 5      | 2017-18, 2018-19, 2019-20, 2023-24, 2024-25                                              |
| Germán Filloy      | 4      | 1987, 1988, 1990, 1991-92                                                                |
| Byron Wilson       | 4      | 1996-97, 2000-01, 2002-03, 2003-04                                                       |
| Andrés Pelussi     | 4      | 1997-98, 2001-02, 2002-03, 2007-08                                                       |
| Alejandro Reinick  | 4      | 2002-03, 2009-10, 2010-11, 2011-12                                                       |
| Facundo Campazzo   | 4      | 2009-10, 2010-11, 2011-12, 2013-14                                                       |
| Selem Safar        | 4      | 2010-11, 2011-12, 2016-17. 2017-18                                                       |
| Leandro Cerminato  | 4      | 2015-16, 2016-17. 2017-18, 2020-21                                                       |
| Franco Giorgetti   | 4      | 2010-11, 2011-12, 2013-14, 2024-25                                                       |
| Sebastián Vega     | 4      | 2009-10, 2014-15, 2023-24, 2024-25                                                       |

## Record Individuali

### In una partita
| Statistica             | Giocatore          | Record | Squadra             | Rivale               | Data       |
| ---------------------- | ------------------ | ------ | ------------------- | -------------------- | ---------- |
| Punti                  | Andrew Moten       | 63     | G. de Comodoro      | GEPU                 | 2/05/1993  |
| Tiri da due realizzati | Héctor Campana     | 24     | River Plate         | Sport Club Cañadense | 1/02/1990  |
| Tiri da due tentati    | Lázaro Borrell     | 36     | Obras Sanitarias    | Olimpia (VT)         | 14/01/1998 |
| Triple realizzate      | Leonardo Gutiérrez | 15     | Peñarol M. d. Plata | Boca Juniors         | 3/12/2010  |
| Triple tentate         | Leonardo Gutiérrez | 22     | Peñarol M. d. Plata | Boca Juniors         | 3/12/2010  |
| Tiri liberi realizzati | Héctor Campana     | 25     | Ol. Venado Tuerto   | Ferro Carril Oeste   | 28/01/1995 |
| Tiri liberi realizzati | David Jackson      | 25     | Unión de Formosa    | Sionista             | 15/11/2009 |
| Tiri liberi            | Héctor Campana     | 29     | GEPU San Luis       | Peñarol              | 2/12/1990  |
| Rimbalzi               | Rubén Scolari      | 30     | Ol. Bahía Blanca    | Atenas               | 11/05/1989 |
| Rimbalzi               | Dwayne Jones       | 30     | Sionista Paraná     | Lanús                | 5/12/2015  |
| Reb. difensivi         | Rubén Scolari      | 24     | Ol. Bahía Blanca    | Atenas               | 11/05/1989 |
| Reb. offensivi         | Mark Buford        | 16     | Regatas S. Nicolás  | Pico FC              | 26/01/1997 |
| Assist                 | Facundo Sucatzky   | 19     | Libertad Sunchales  | Andino SC            | 24/11/2002 |
| Assist                 | Juan Brussino      | 19     | Quimsa              | Peñarol              | 5/12/2018  |
| Stoppate               | Justin Williams    | 12     | Ciclista Olímpico   | Ferro (BA)           | 20/02/2016 |

Fonte:

### In una finale
| Statistica      | Giocatore        | Record | Squadra           | Rivale           | Data       |
| --------------- | ---------------- | ------ | ----------------- | ---------------- | ---------- |
| Punti           | Héctor Campana   | 52     | Atenas Córdoba    | G.E.P.U.         | 14/05/1992 |
| Tiri da due     | Héctor Campana   | 15     | GEPU San Luis     | Estudiantes (BB) | 1990/91    |
| Triple          | Juan Espil       | 8      | GEPU San Luis     | Atenas           | 1992/93    |
| Triple          | Jorge Zulberti   | 8      | Independiente     | Olimpia          | 1994/95    |
| Triple          | Patrick Savoy    | 8      | Gimnasia La Plata | Boca Juniors     | 01/06/2004 |
| Tiri liberi     | Juan Gutiérrez   | 17     | Obras Sanitarias  | Peñarol          | 2011/12    |
| Rimbalzi totali | Sam Clancy Jr.   | 18     | G. de Comodoro    | Quimsa           | 07/07/2015 |
| Reb. Offensivi  | Martín Leiva     | 9      | Boca Juniors      | Atenas           | 2002/03    |
| Assist          | Facundo Sucatzky | 14     | Independiente     | Olimpia (VT)     | 1994/95    |

Fonte:

### In una stagione
| Statistica   | Giocatore        | Record | Partite | Squadra           | Stagione |
| ------------ | ---------------- | ------ | ------- | ----------------- | -------- |
| Punti        | Juan Espil       | 1782   | 57      | Atenas Córdoba    | 1995/96  |
| Tiri da due  | Derrick Brown    | 517    | 60      | Dep. General Roca | 1998/99  |
| Tiri da tre  | Juan Espil       | 242    | 57      | Atenas Córdoba    | 1995/96  |
| Tiri liberi  | Byron Wilson     | 442    | 51      | Dep. General Roca | 1997/98  |
| Rimbalzi     | Dennis Still     | 766    | 51      | Obras Sanitarias  | 1996/97  |
| Assist       | Facundo Sucatzky | 393    | 52      | Independiente     | 1995/96  |
| Stoppate     | Rubén Wolkowyski | 146    | 56      | Quilmes M. Plata  | 1994/95  |
| Palle rubate | Daniel Farabello | 177    | 51      | Andino Sport Club | 1995/96  |

Fonte: Guida 2013/14.

### Leader All Time
| Statistica      | Giocatore          | Partite | Stagioni |
| --------------- | ------------------ | ------- | -------- |
| Partite Giocate | Leonardo Gutiérrez | 1106    | 23       |
| Partite Giocate | Diego Osella       | 1096    | 23       |
| Partite Giocate | Martín Leiva       | 1054    | 24       |
| Partite Giocate | Gabriel Cocha      | 959     | 23       |
| Partite Giocate | Sebastián Ginóbili | 935     | 19       |
| Partite Giocate | Alejandro Diez     | 925     | 20       |
| Partite Giocate | Bruno Lábaque      | 920     | 19       |
| Partite Giocate | Jonatan Treise     | 919     | 20       |
| Partite Giocate | Diego Cavaco       | 916     | 20       |
| Partite Giocate | Marcos Saglietti   | 907     | 21       |

| Statistica   | Giocatore             | Punti  | Partite | Stagioni |
| ------------ | --------------------- | ------ | ------- | -------- |
| Punti Totali | Héctor Campana        | 17.359 | 785     | 19       |
| Punti Totali | Julio Ariel Rodríguez | 16.252 | 808     | 19       |
| Punti Totali | Leonardo Gutiérrez    | 14.531 | 1106    | 23       |
| Punti Totali | Juan Espil            | 12.472 | 589     | 13       |
| Punti Totali | Diego Osella          | 12.358 | 1096    | 23       |
| Punti Totali | Esteban Pérez         | 12.169 | 715     | 17       |
| Punti Totali | Paolo Quinteros       | 12.053 | 756     | 16       |
| Punti Totali | Byron Wilson          | 11.149 | 570     | 13       |
| Punti Totali | Marcelo Milanesio     | 10.835 | 848     | 18       |
| Punti Totali | Sebastián Ginóbili    | 10.791 | 935     | 19       |

| Statistica   | Giocatore             | Punti | Partite | Stagioni |
| ------------ | --------------------- | ----- | ------- | -------- |
| Media Punti  | Wilfredo Ruiz         | 28,6  | 132     | 6        |
| Tiri da due  | Julio Ariel Rodríguez | 5095  | 808     | 19       |
| Tiri da tre  | Leonardo Gutiérrez    | 2273  | 1106    | 23       |
| Tiri liberi  | Héctor Campana        | 4077  | 785     | 19       |
| Rimbalzi     | Diego Osella          | 6804  | 1096    | 23       |
| Assist       | Facundo Sucatzky 1    | 4080  | 839     | 20       |
| Palle rubate | Daniel Farabello      | 1479  | 547     | 12       |
| Stoppate     | Diego Osella 1        | 989   | 1096    | 23       |

Fonte:
1: Parteciparono a stagioni in cui questa statistica non veniva registrata.